# 小鬼当家2
{{Expand|time=2017-12-11T05:07:58+00:00
，是一部1992年的美国喜劇電影，由尊·曉治编剧、制片，克里斯·哥伦布执导，它是《小鬼当家》系列的第二部作品，也是《小鬼當家》的续集。 麥考利·克金继续扮演凯文·麦卡利斯特，乔·佩西和丹尼爾·斯特恩也依旧在扮演Wet Bandits（现在是Sticky Bandits）。凯瑟琳·奥哈拉、約翰·赫德、勞勃·許奈德、蒂姆·克里、布倫達·弗里克也有出演。

## 劇情
麥卡利斯特家族準備搭機前往邁阿密過聖誕節，他們在出發前於彼得和凱特家聚會。在學校的某次比賽中，凱文的哥哥巴斯對他惡作劇，凱文還擊後引發連串意外破壞了比賽，凱文不接受巴斯假惺惺地道歉，對家人口出惡言後跑回閣樓，許願希望自己度過一個人的耶誕節。在出發當日，一家人再次睡過頭，只好匆匆趕上飛機。
這次凱文沒有被遺忘而一起出發，但是凱文在機場和家人走散，搭上飛往紐約的班機，抵達當地後，凱文在那裏玩得不亦樂乎。凱文在中央公園遇見一位與鴿子為伍的婦人，讓他不自覺地感到害怕，後來凱文到了廣場飯店，用彼得的信用卡登記入住，享受高級服務。另一方面，不久前從伊利諾伊州逃獄的「淹水大盜」並改稱為「黏性大盜」的盜賊哈利·萊姆和馬文也來到紐約，準備在耶誕節前大撈一筆。
在平安夜，凱文到鄧肯玩具店裡玩，遇見樂善好施的老闆鄧肯，他得知鄧肯打算將當日的營業額都捐給兒童醫院，凱文便捐贈了一點錢。為表示感謝，鄧肯送了一對陶瓷製的斑鳩給他，並表示他可以將其中一隻班鳩就送給別人，以示兩人友誼長存。凱文在店外遇見哈利·萊姆和馬文，嚇得跑回飯店，服務生發現凱文所持的是被報失竊的信用卡，便把他當成小偷，但卻沒能捉到他。凱文逃出了飯店，卻被兩個竊賊捉住，兩賊吹噓著自己即將洗劫玩具店，並企圖殺死凱文，但凱文使計趁隙脫逃。
麥卡利斯特家族發現凱文失蹤後追查信用卡的使用紀錄，並飛抵紐約。凱文來到他叔叔的家，發現房子仍在裝修，他再度遇見與鴿子為伍的白鴿婦人，兩人到卡內基大廳聽交響樂，白鴿婦人向凱文說了自己的過去，而凱文則鼓勵她應該重拾對人的信任，並表示願意和她做朋友。兩人道別後，凱文也聽取了她的建言，試圖行善以彌補自己的過錯，他決定阻止哈利·萊姆和馬文行竊。
凱文在叔叔的空屋內設計了多項機關，打破鄧肯玩具店的窗戶，引誘正在行竊的兩賊追趕他，並闖入空屋，讓他們受盡各種陷阱折磨，不過在凱文報警並引誘兩賊進入中央公園時不慎跌跤，反而栽在兩賊手裡，所幸白鴿婦人利用鴿子擊垮了兩賊，讓他們被隨後趕來的警察逮捕。凱文送了封信給鄧肯玩具店，為打破玻璃而道歉。之後，凱特想起凱文十分喜歡耶誕樹，果然在洛克菲勒中心耶誕樹發現凱文。
耶誕節當日，鄧肯送來了堆積如山的禮物答謝凱文，而凱文也和家人和好，並將一隻斑鳩送給那位白鴿婦人，以示兩人友誼。
最後，麥氏一家收到酒店的帳單，原來凱文於酒店住宿期間花費了967.43美元享受房間的特別服務，結果凱文聽見彼德崩潰而憤怒的怒吼後又一次進行「逃亡」…

## 演员
| 演員                               | 角色                     | 角色背景 |
| ---------------------------------- | ------------------------ | --- |
| 麥考利·克金 Macaulay Carson Culkin | 麥凱文 Kevin McCallister | 男主角，彼德及凱蒂的幼子，一直認為自己被家人針對。後來意外流落到紐約並經過一人的旅行，其後因不同的遭遇發現單獨一人並不是自己想像中這麼好，但因此成為他與公園的白鴿婦人成為好友以及其後與母親重逢後慢慢與家人們和好的重大契機。 |
| 凯瑟琳·奥哈拉 Catherine O'Hara     | 麥凱蒂 Kate McCallister  | 彼德的妻子，凱文與巴斯的母親。經過上年不慎落下凱文的遭遇後今年的旅行變得格外小心，但仍逃不出遺下凱文的遭遇。雖然感覺上她偏向疼愛巴斯，但實際上其內心仍非常疼愛凱文，亦因知道凱文希望過有聖誕樹的聖誕節而成功在市中心最大的聖誕樹處與他重逢。 |
| 約翰·赫德 John Heard               | 麥彼德 Peter McCallister | 凱蒂的丈夫，凱文與巴斯的父親。性格相比起其妻子顯得比較冷靜。於本作其手袋被凱文帶往紐約，但其信用卡及錢包意外成為凱文於紐約的這段日子過活的重要法寶，但亦因此意外遭凱文破財而回（單是酒店特別服務費用就先破費了967美元，因而氣結）。 |
| 德溫·拉特雷 Devin Ratray           | 麥巴斯 Buzz McCallister  | 彼德及凱蒂的長子，凱文的兄長，因其長子身份而一直受長輩們疼愛及注意，因而造就了喜歡欺負凱文的性格。話雖如此，但他於平安夜後的早上宣佈讓凱文先選禮物，並對他這次所帶來的意外收穫以示感謝，代表他亦有善良的一面。 |
| 蒂姆·克里 Tim Curry                | 克里特 Hector            | 廣場飯店接待人員，對凱文入住酒店一事有所懷疑而一直想抓包他，結果不但抓不住他，甚至累他於紐約市內流浪，故此實為陰險小人，結果於麥氏一家到了酒店後因一時多嘴而遭憤怒的凱瑟琳賞了一記巴掌。 |
| 布倫達·弗里克 Brenda Fricker       | 白鴿婦人 Pigeon Lady     | 凱文於紐約公園內遇到的婦人，衣著殘舊，衣服上常有鴿子停留，而且沉默寡言，故此凱文起初對她感到恐怖，但她內心非常溫柔善良，並不如外表那樣的充滿恐懼感。曾經有過家庭，後來變成獨居婦人，亦因喜歡雀鳥而吸引白鴿們，但因遇見凱文的關係，兩人經過交心的對話後成為一對好友，甚至於凱文被黏匪兩人組抓住時出手相救，後來兩人各自手持一隻斑鳩飾物作為友誼的證明。 |
| 喬·派西 Joe Pesci                  | 哈利 Harry               | 黏匪兩人組成員之一，與馬克於上一集中被獨留在家的凱文擊敗。禿子一名，故此穿冷帽。於本作中與凱文重遇後又一次敗在他的機智。 |
| 丹尼爾·斯特恩 Daniel Stern         | 馬克 Marc                | 黏匪兩人組成員之一，與哈利於上一集中被獨留在家的凱文擊敗。容易說漏嘴，相比之下比哈利愚蠢。於本作中與凱文重遇後又一次敗在他的機智。 |
| 艾迪·巴克肯 Eddie Bracken          | 鄧肯 Mr. E.F. Duncan     | 紐約最大的玩具店「鄧肯玩具城」經營者，非常喜愛小孩。為了於兒童醫院的病童亦能感受聖誕節的快樂氣氛而發動平安夜當天收益全數捐贈兒童醫院的善舉並得到凱文的支持，後來送給凱文一對斑鳩飾物，更在凱文保護了善款後將大量的聖誕禮物送往麥氏一家所住的酒店套房大廳作為感謝。                                                                                     |
| 唐纳德·特朗普 Donald Trump         | 自己                     | 客串，他在電影拍攝期間是廣場飯店的擁有者。 |

## 備註
1. ↑  港譯为家榮。